# Cruzia
Cruzia é um género botânico pertencente à família Lamiaceae.

## Espécie
Cruzia serpyllacea

## Nome e referências
Cruzia Phil.